# جدول التناقص
جدول التناقص أو جدول التخفيض، ويسمى أيضًا طرق جدولة الحياة، وهو يستخدم لحساب احتمالية حدوث حدث معين.
طرق جدول الحياة تستخدم عادةً لدراسة فعالية ضبط النسل. في هذا الدور هي بديلة مؤشر بيرل.
كما مستخدم في دراسة ضبط النسل جدول التخفيض ليحسب معدل فعالية منفصلة لكل شهر من الدراسة، وكذلك لفترة زمنية ميعارية وعادة تكون (12 شهر).
تستخدم طرق جدولة الحياة لإزالة التحيز الزمني (مثال. الازواج الأكثر خصوبة يحصلون على الحمل وينقطعون عن الدراسة مبكرا، والازواج يصبحون أكثر مهارة في استخدام هذه الطريقة مع مرور الوقت) وبهذه الطريقة تتفوق على مؤشر بيرل.
يوجد نوعان من جدول التخفيض يستخدمان لتقييم طرق ضبط النسل، جدول التخفيض المتعدد صافي معدلات الفعالية.وهذه ناجحة لمقارنة الأسباب المنافسة للازواج المنقطعون عن الدراسة.
جدول التخفيض المنفرد إجمالي معدلات الفعالية، والذي من الممكن أن يستخدم لمقارنة دقيقة دراسة لأخرى.